# 加德納冰原島峰
74°26′S 72°46′W / 74.433°S 72.767°W
加德納冰原島峰（英語：Gardner Nunatak），是南極洲的冰原島峰，位於帕爾默地，處於托爾夫森冰原島峰西南面10公里，屬於伊冰原島峰的一部分，海拔高度1,670米，美國地質調查局根據測量和該國海軍的空中照片繪入地圖，現時由南極條約體系管理。